# ウィリアム・ハート (画家)
ウィリアム・ハート（William Hart、1823年3月31日 - 1894年6月17日）は、スコットランド生まれのアメリカ合衆国の画家である。「ハドソン・リバー派」の画家の一人に数えられる。

## 略歴
スコットランドのペイズリーに生まれた。弟のジェームズ・マクドゥーガル・ハート(James McDougal Hart:1828-1901)と妹のジュリー・ハート・ビアーズ(Julie Hart Beers:1835-1913)も画家になった。1831年にハート家はアメリカに移住し、ニューヨーク州のオールバニに住んだ。ハートはオールバニやトロイで装飾画家の助手として働いた。1834年頃からは肖像画家として働くようになり、1830年代後半にはミシガン州などで肖像画の仕事を求めて旅したが成功しなかった。1848年にナショナル・アカデミー・オブ・デザインの展覧会に出展し、オールバニに戻った。ヨーロッパで風景画の修行をするように勧められ、1952年までスコットランドに滞在した。アメリカに戻った後、1953年にニューヨーク市に移り、1958年にはウィンスロー・ホーマーなど多くの「ハドソン・リバー派」の画家たちもスタジオを設けたTenth Street Studio Buildingにスタジオを開いた。
1858年にナショナル・アカデミー・オブ・デザインの正会員に選ばれ、1870年代半ばはアカデミーで作品が常時展示された。ブルックリン美術協会(Brooklyn Art Association)などでも展示を行った。アメリカ水彩画協会(American Watercolor Society)の会員でもあり、1870年から1873年まで会長を務めた。
光の効果を重視する後期の「ハドソン・リバー派」のスタイルを示しているとされ、また彼らが好んで描いた風景の中の家畜という題材も多く描いた。

## 作品

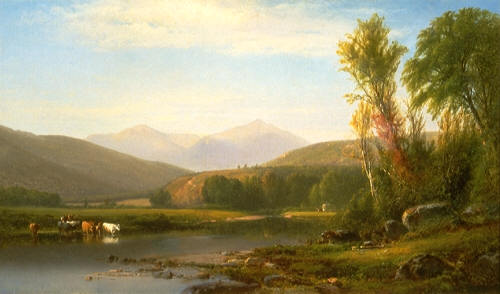
"Mount Madison from the Androscoggin River"
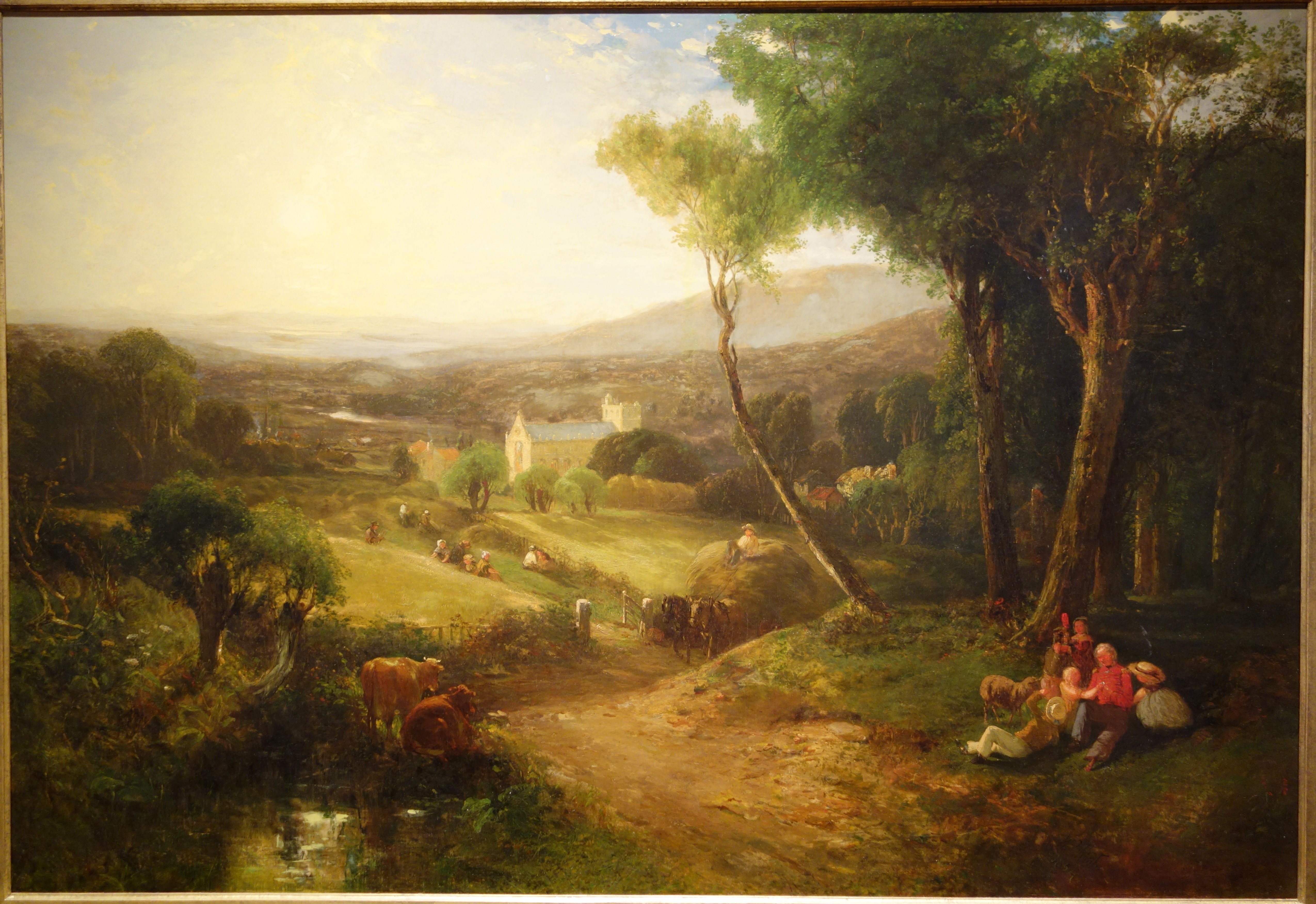
"Peace and Plenty" (1855)
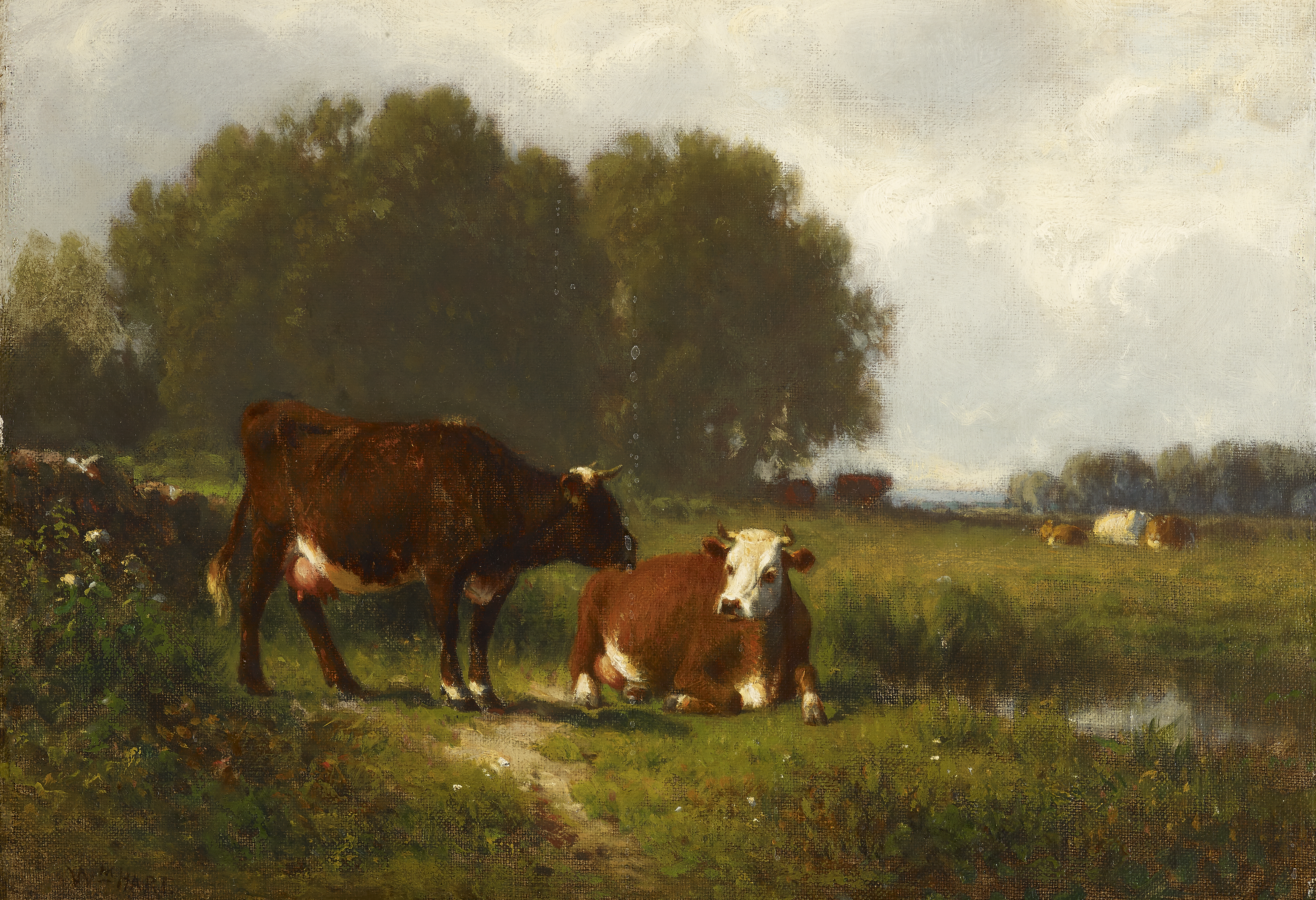
"Landscape with Cows"

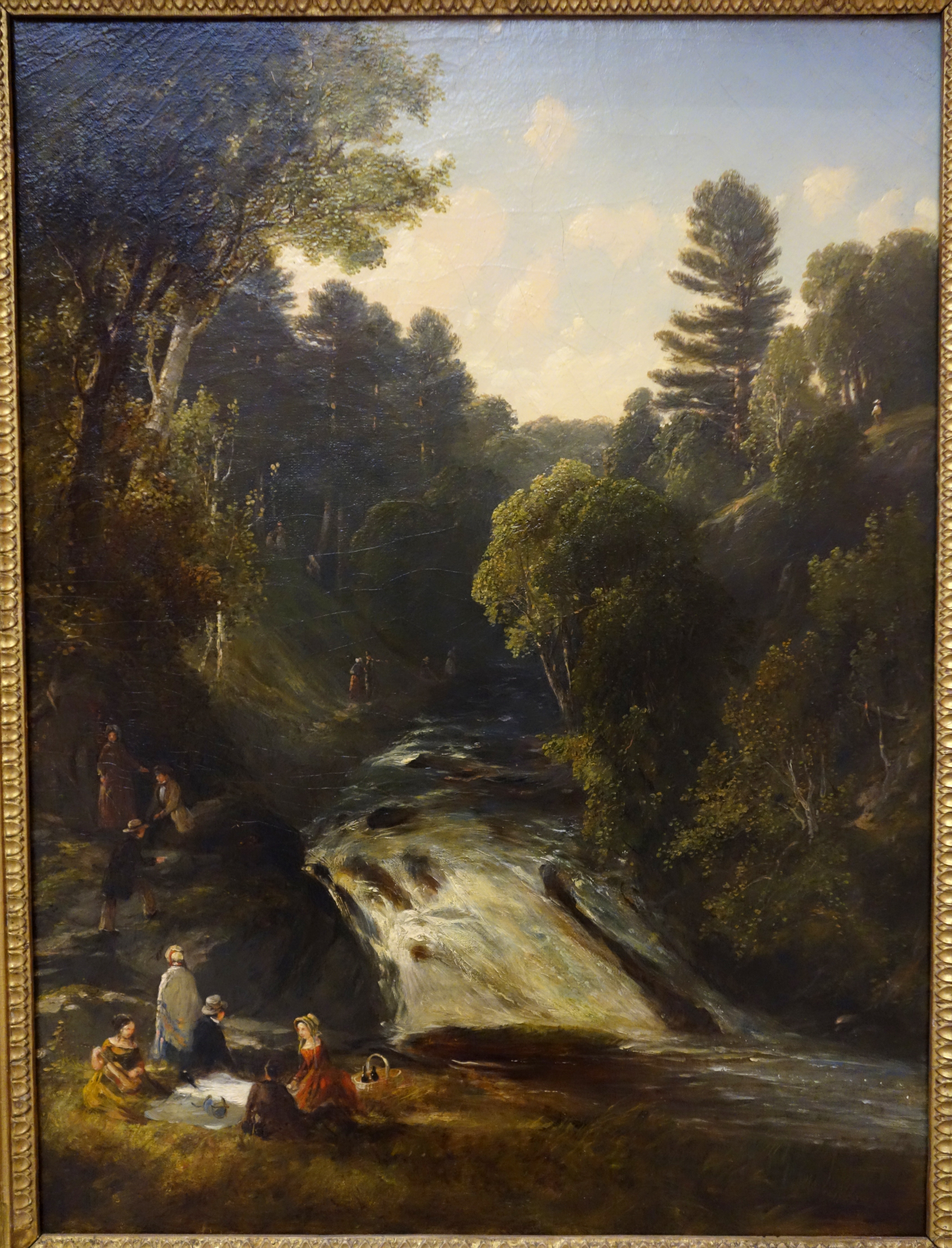
"Tivoli Falls"
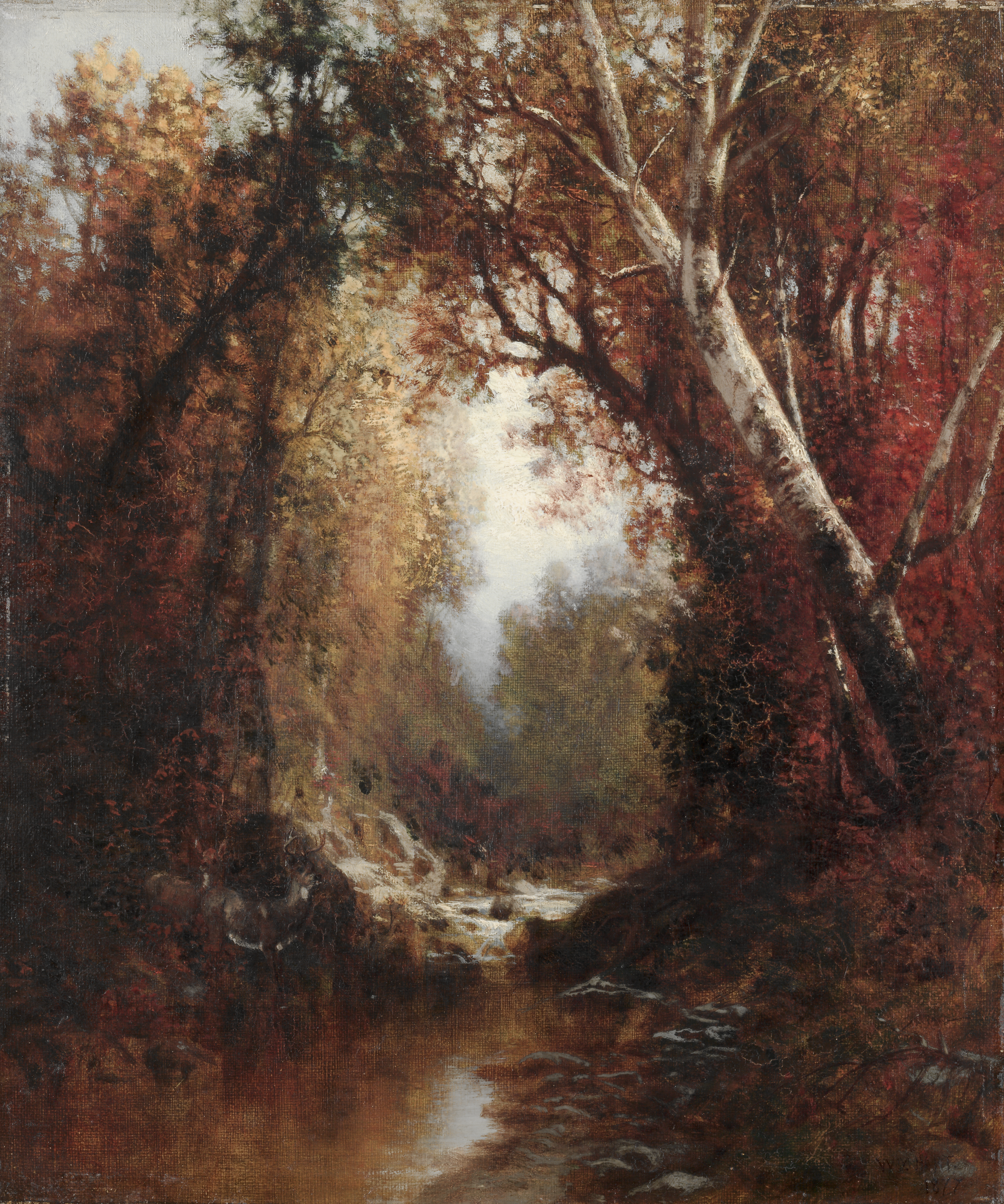
"Autumn Scene in the Adirondacks"
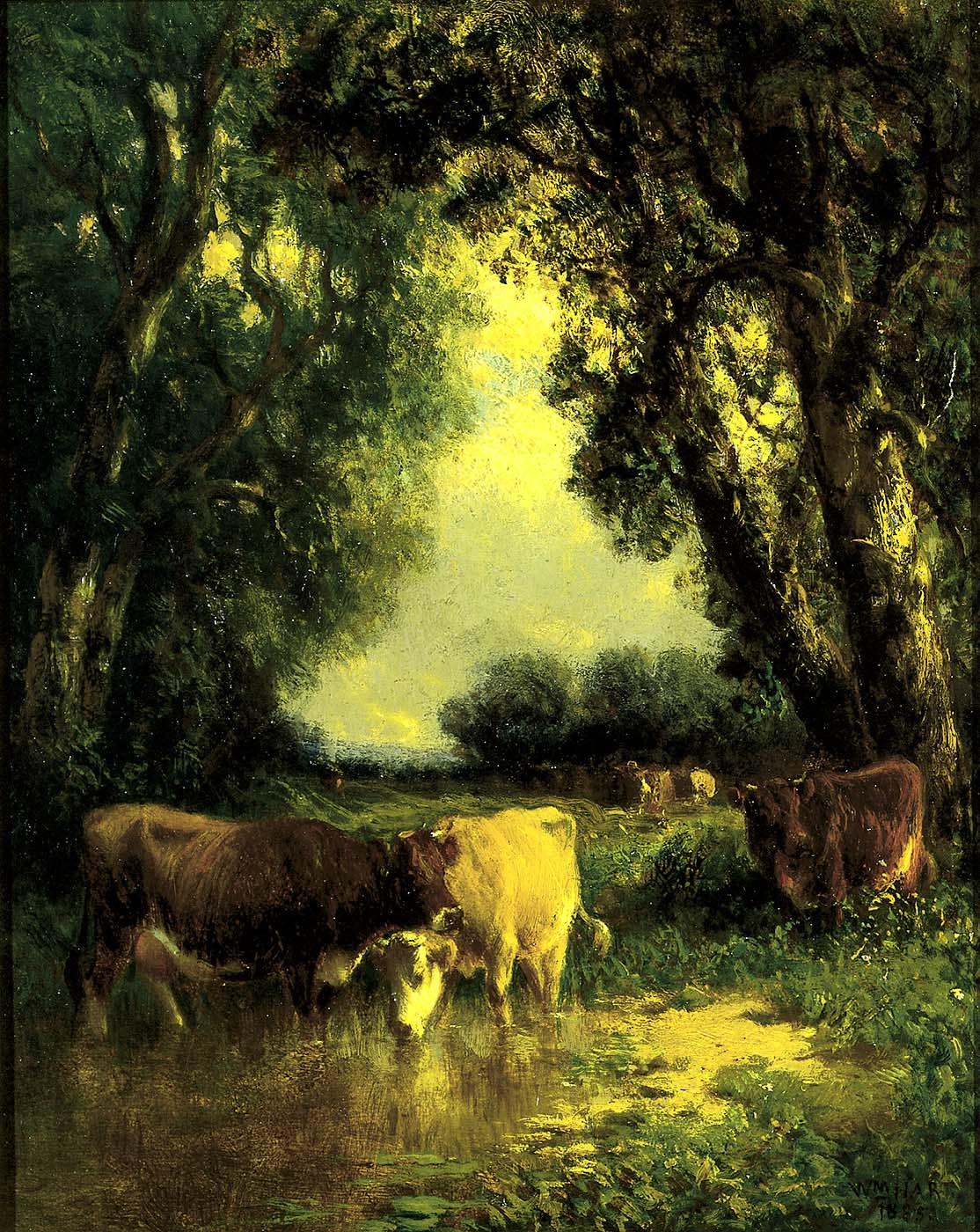
"A Quiet Nook"
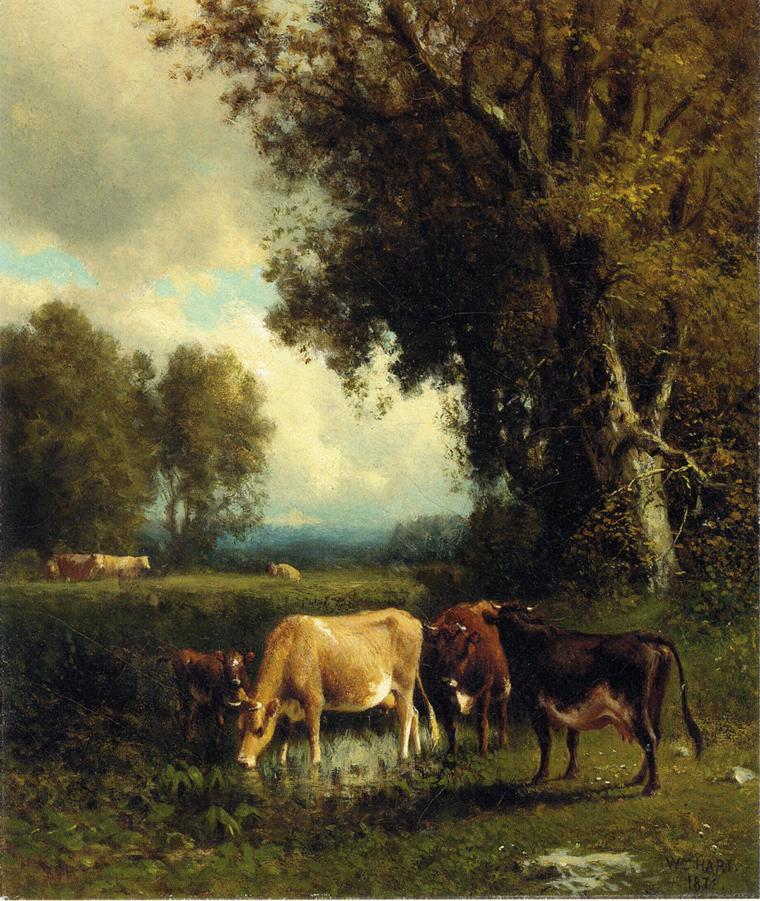
"Cows in the Meadow"